# Lait d'élan

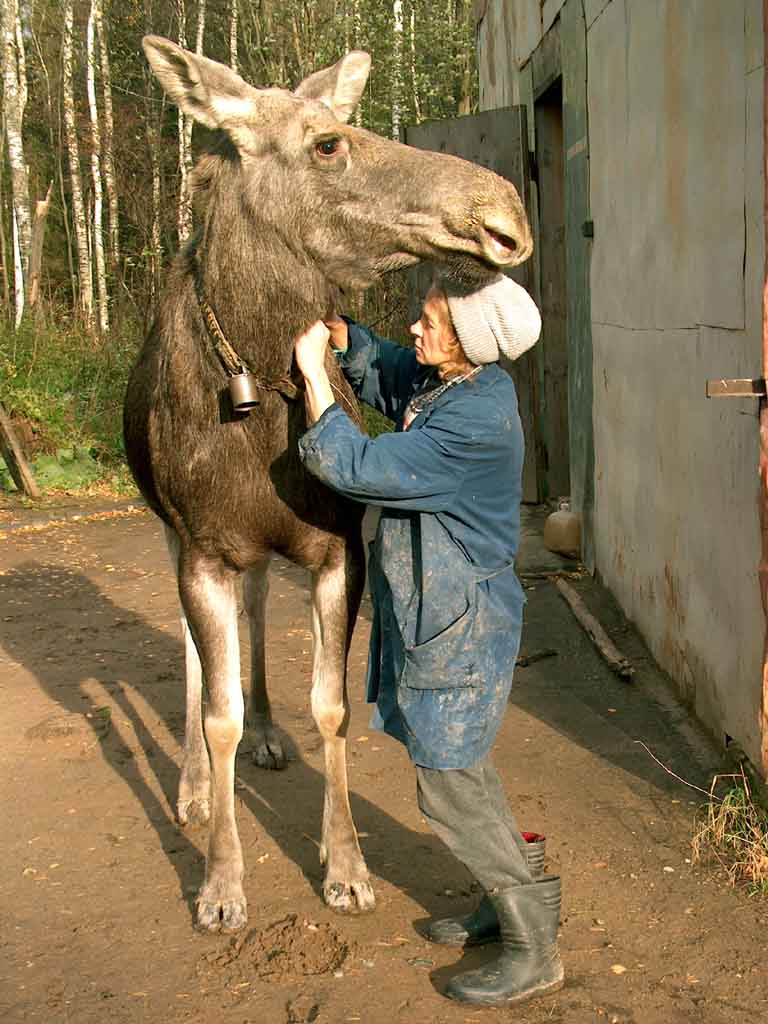
Élan avant la traite dans une ferme de l'oblast de Kostroma, Russie

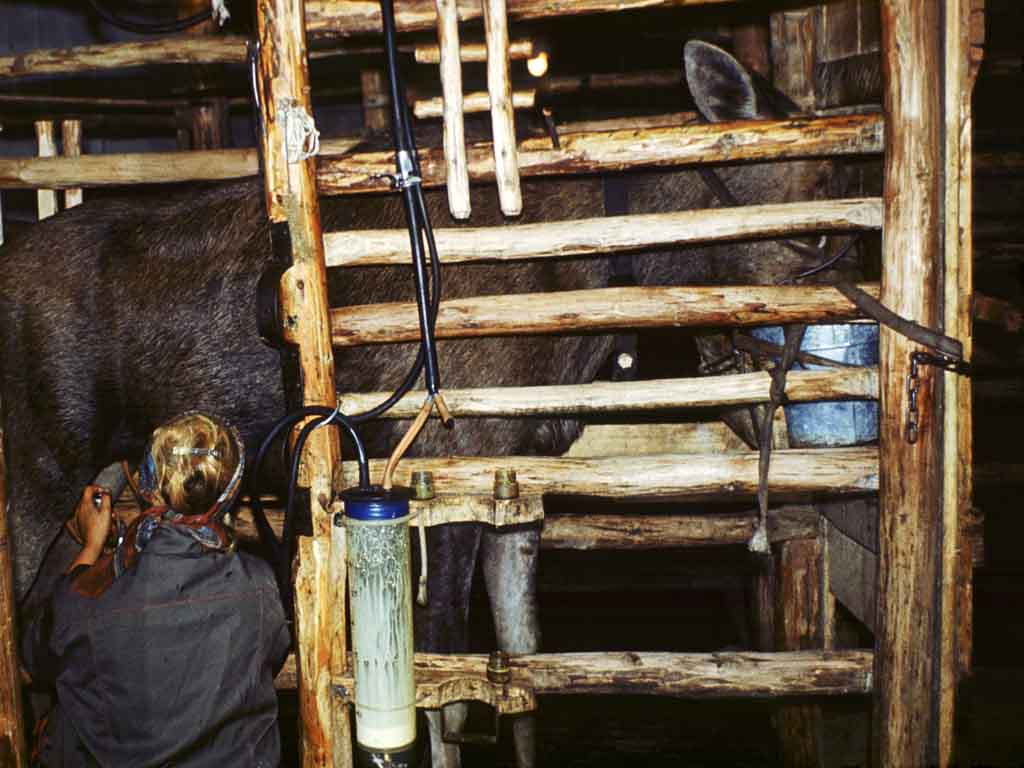
Traite d'un élan dans une ferme de l'oblast de Kostroma, Russie

Le lait d'élan est le lait produit par l'élan femelle (ou orignal, Alces alces). Ce lait, couramment consommé par les veaux d'élan, est également commercialisé en Russie, en Suède et au Canada.

## Contenu nutritionnel
Selon les données recueillies en Russie, le lait d'élan est riche en matière grasse (10 %) et en solides (21,5 %). Les recherches sur l'élan américain, moins avancées qu'en Russie, indiquent cependant que le lait des élans américains a une plus grande concentration en solides.
La lactation a lieu entre juin et août si le fourrage est abondant et de bonne qualité. Les concentrations en nutriments et en matières grasses dans le lait augmentent habituellement pendant les vingt-cinq premiers jours de lactation qui sont considérés comme la période de pointe. Nutriments, matières grasses et minéraux baissent en concentration pour le reste de la période de lactation. 
Cependant, comparé au lait de vache, le lait d'élan contient encore des niveaux élevés d'aluminium, de fer, de sélénium et de zinc.

## L'élevage et la vente
Le lait d'élan est commercialisé en Russie. Le sanatorium Ivan Susanin sert même du lait d'élan à ses résidents dans la conviction qu'il favorise leur convalescence ou les aide à gérer une maladie chronique plus efficacement. Certains chercheurs russes pensent que le lait pourrait être utilisé pour la prévention des maladies gastro-entérologiques chez les enfants, en raison de son activité lysozyme. 
La Maison de l'Élan (Älgens Hus), une ferme du Bjurholm, en Suède, gérée par Christer et Ulla Johansson, est censée être le seul producteur de fromage d'élan au monde. Elle dispose de trois élans dont le lait produit environ 300 kilogrammes de fromage par an, le fromage se vend pour environ 500 US$ par kilogramme.
La traite peut prendre jusqu'à deux heures en silence pour ne pas perturber l'animal et produire jusqu'à deux litres de lait.
Le chercheur russe Alexander Minaev qui a aussi essayé de faire du fromage d'élan, a déclaré qu'en raison de la haute teneur en protéines du lait, le fromage durcit beaucoup trop vite. À sa connaissance, il n'y a jamais eu de tentatives pour fabriquer de la crème glacée au lait d'élan.